# Forza Horizon 2
Forza Horizon 2 – komputerowa gra wyścigowa o otwartym świecie wydana 30 września 2014. Kontynuacja gry z 2012 Forza Horizon. Wyprodukowana przez Turn 10 Studios, Playground Games i Sumo Digital.

## Odbiór
Wersja Forzy Horizon 2 na platformę Xbox One otrzymała wiele pozytywnych recenzji. Gra otrzymała wynik 86.25% pozytywnych recenzji w serwisie GameRankings na podstawie 53 recenzji.
Oli Welsh z serwisu Eurogamer przyznał grze 9 na 10 punktów, gra uzyskała rekomendację serwisu.